# قتل‌عام ۱۳۹۱ میلادی

کشتار یهودیان در بارسلون در سال ۱۳۹۱ (جوزپ سگرلس، حدود ۱۹۱۰)

قتل‌عام ۱۳۹۱ میلادی (انگلیسی: Massacre of 1391) یا آزار و کشتار همگانی ۱۳۹۱ نمایش یهودستیزی و خشونت علیه یهودیان در اسپانیا بود. این کشتار یکی از بدترین شیوع یهودستیزی در قرون وسطی بود. در نهایت در سال ۱۴۹۲ به یهودیان اجازه داده شد که دین خود را تغییر دهند یا اسپانیا را ترک کنند فرمان الحمرا. یهودیان در شبه جزیره ایبری در این زمان عموماً منفور بودند و خشونت علیه آنها حتی تا قرن پانزدهم رایج بود. اما سال ۱۳۹۱ اوج خشونت ضدیهودی بود.